# Rotherfield
Rotherfield är en by och en civil parish i Wealden i Storbritannien. Den ligger i grevskapet East Sussex och riksdelen England, i den södra delen av landet, 50 km söder om huvudstaden London. Orten har 3 078 invånare (2001). Byn nämndes i Domedagsboken (Domesday Book) år 1086, och kallades då Reredfelle.
Kustklimat råder i trakten. Årsmedeltemperaturen i trakten är 8 °C. Den varmaste månaden är juli, då medeltemperaturen är 16 °C, och den kallaste är december, med 0 °C.